# 第67回国民体育大会

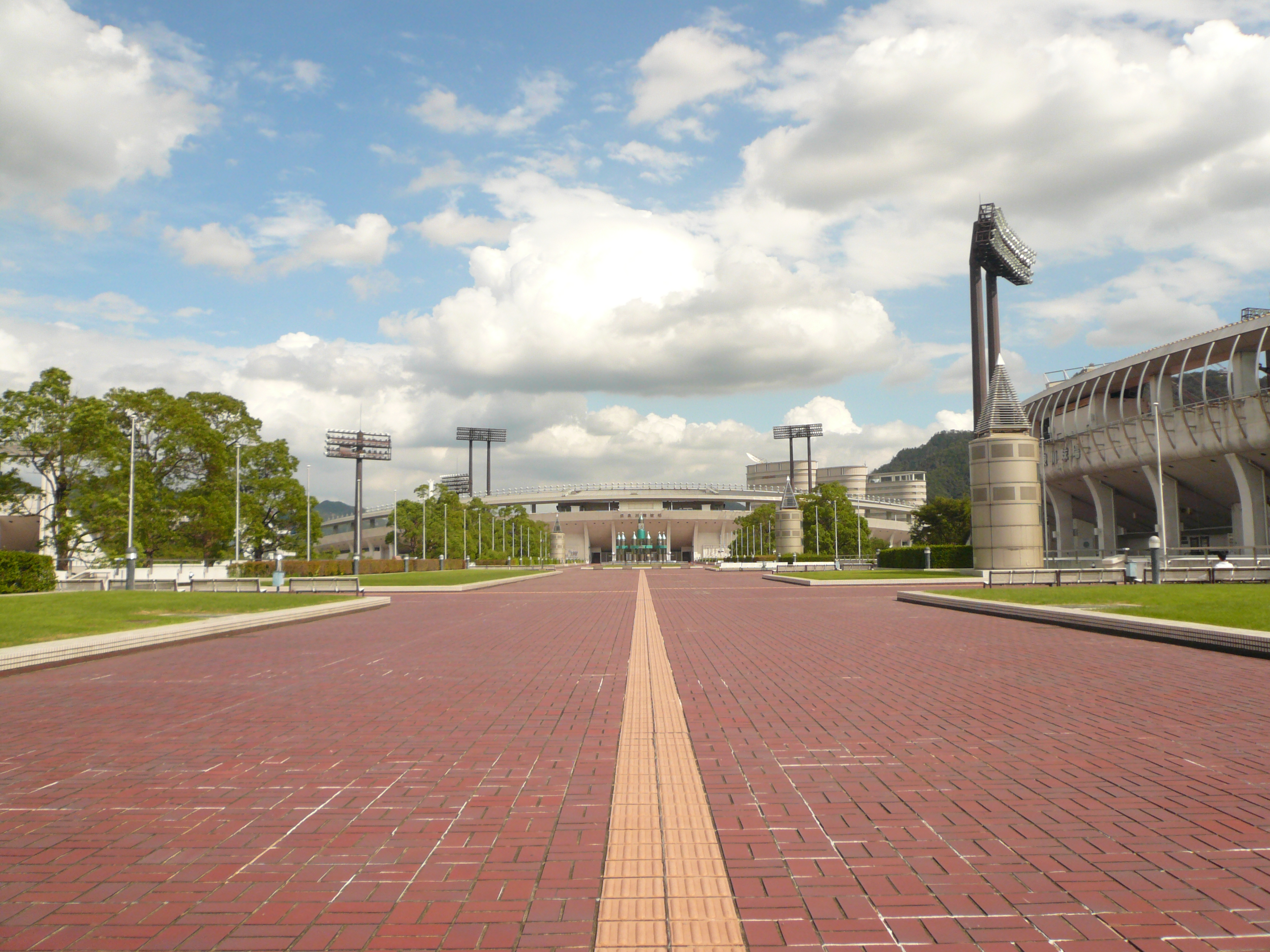
主競技場の岐阜メモリアルセンター

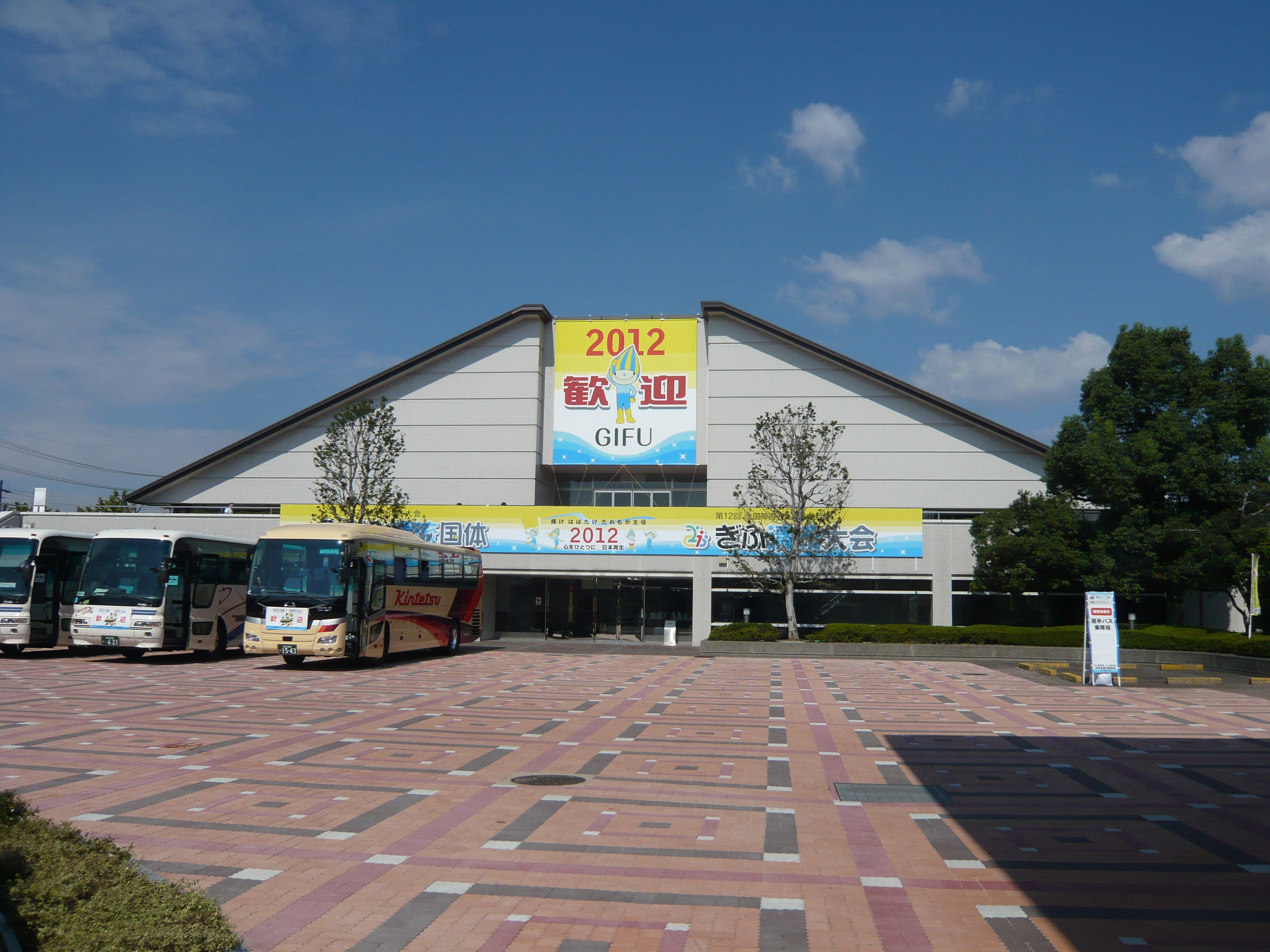
ぎふ清流国体大会本部（2012-10-07）

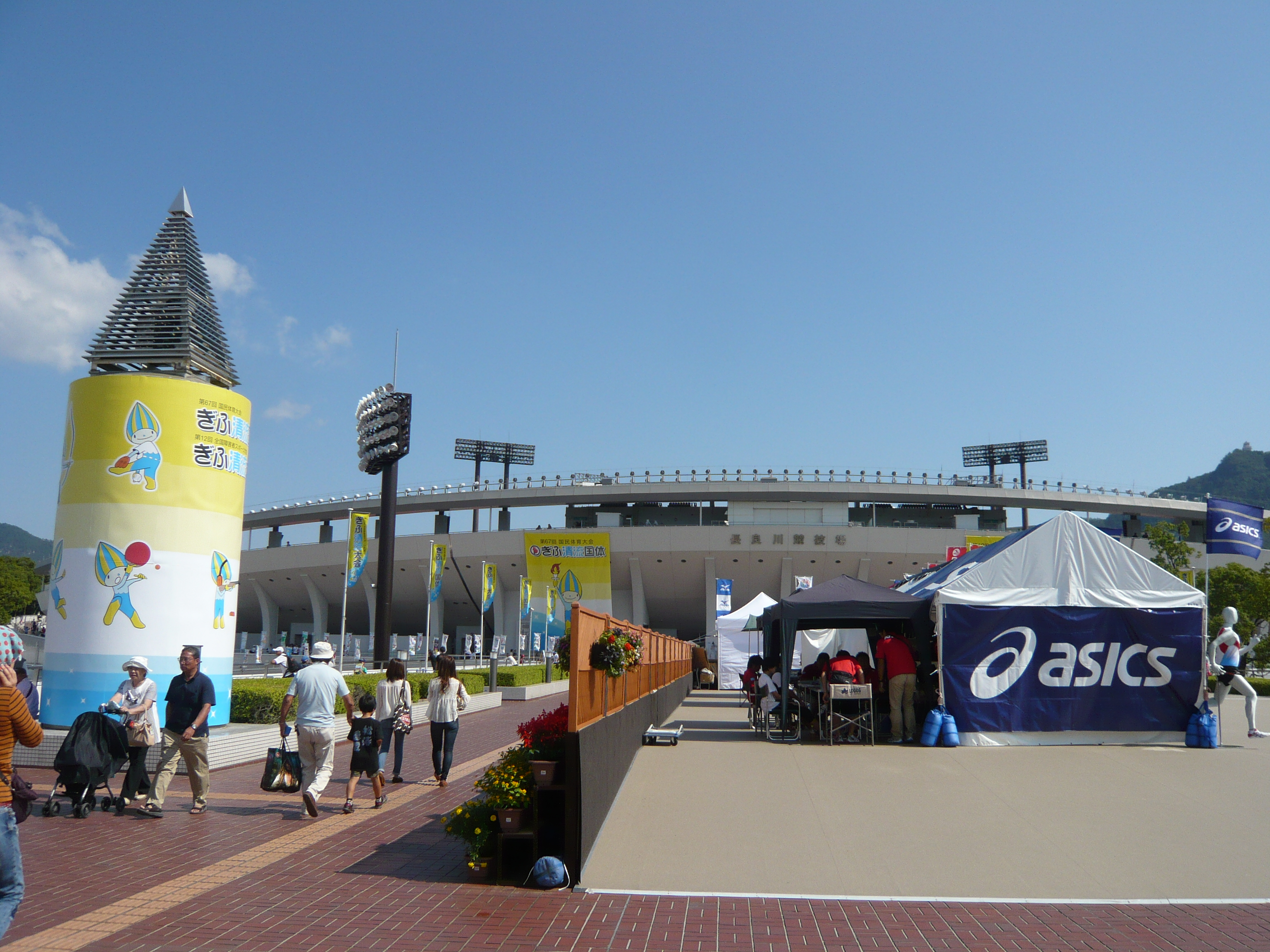
ぎふ清流国体メイン会場、デッキ上（2012-10-07）

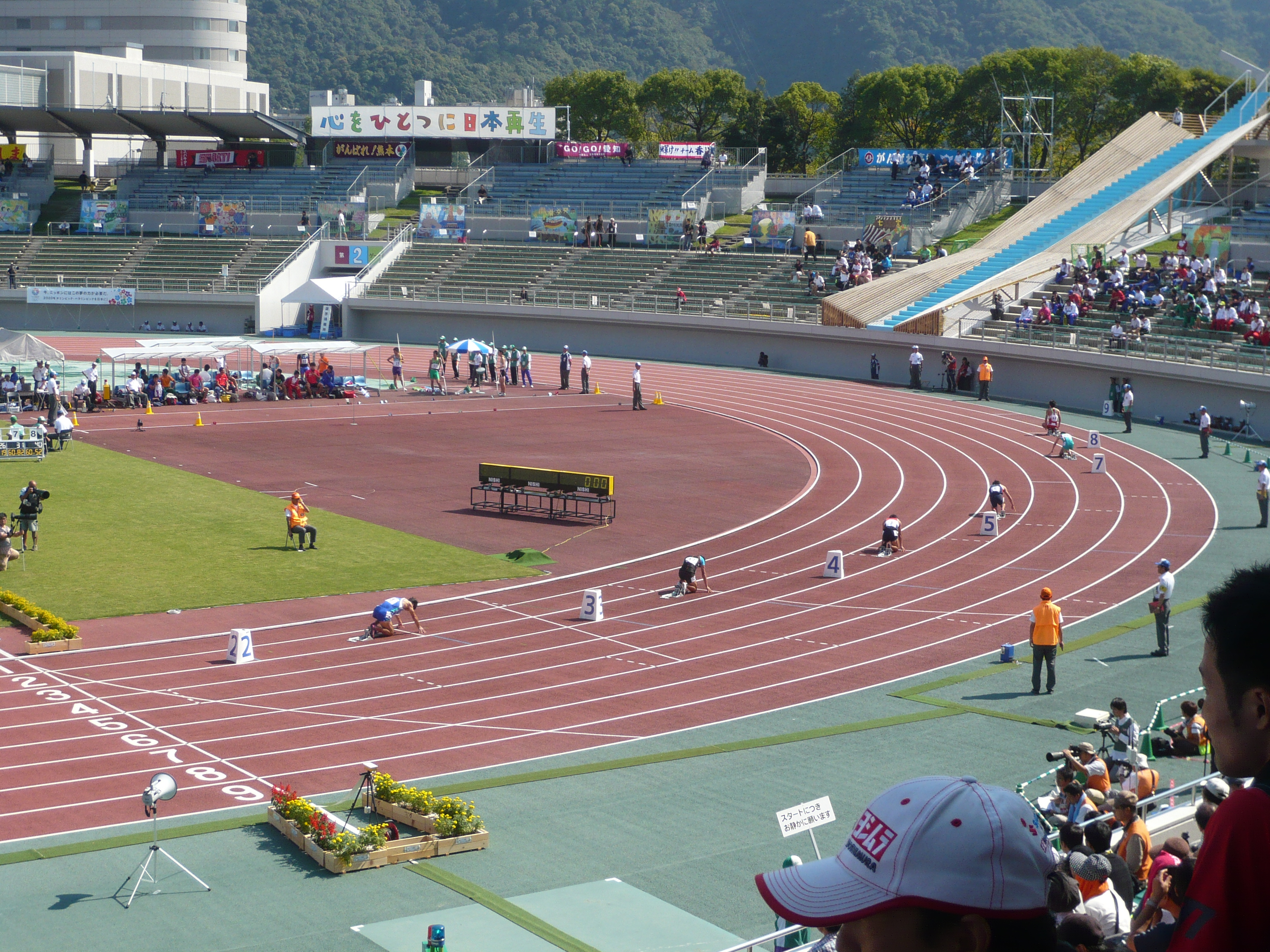
ぎふ清流国体陸上競技（2012-10-07）

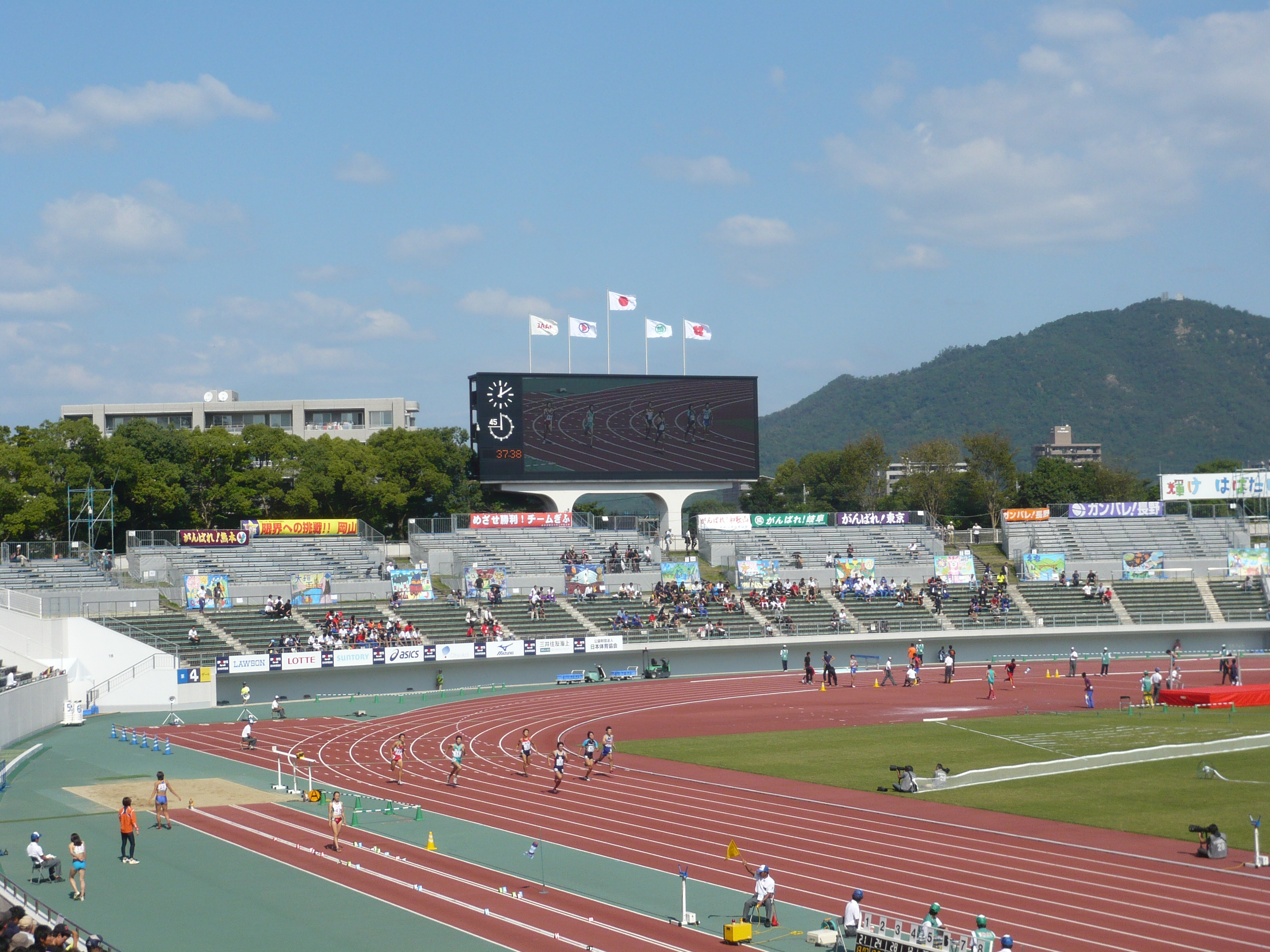
ぎふ清流国体陸上競技（2012-10-07）

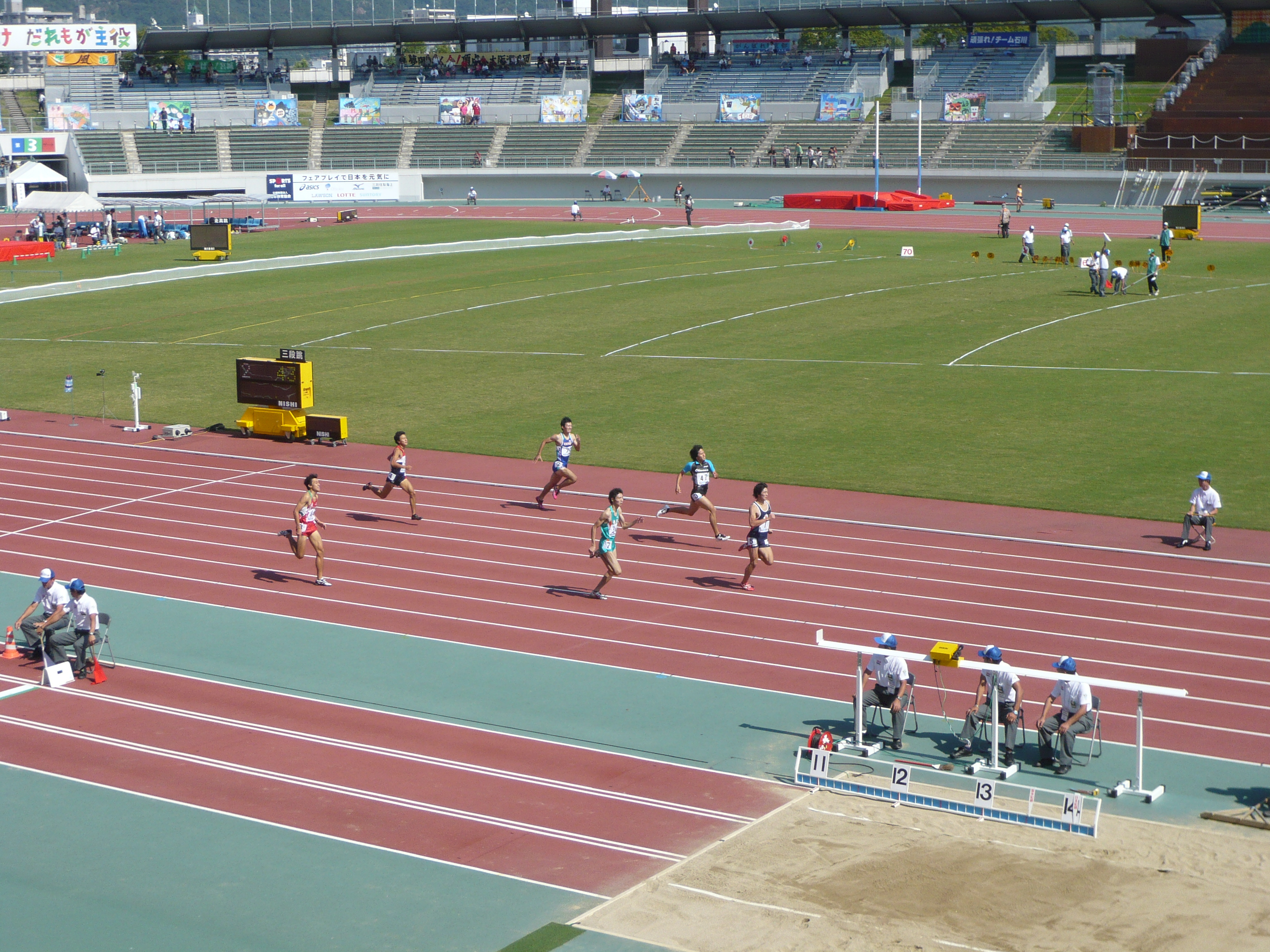
ぎふ清流国体陸上競技（2012-10-07）

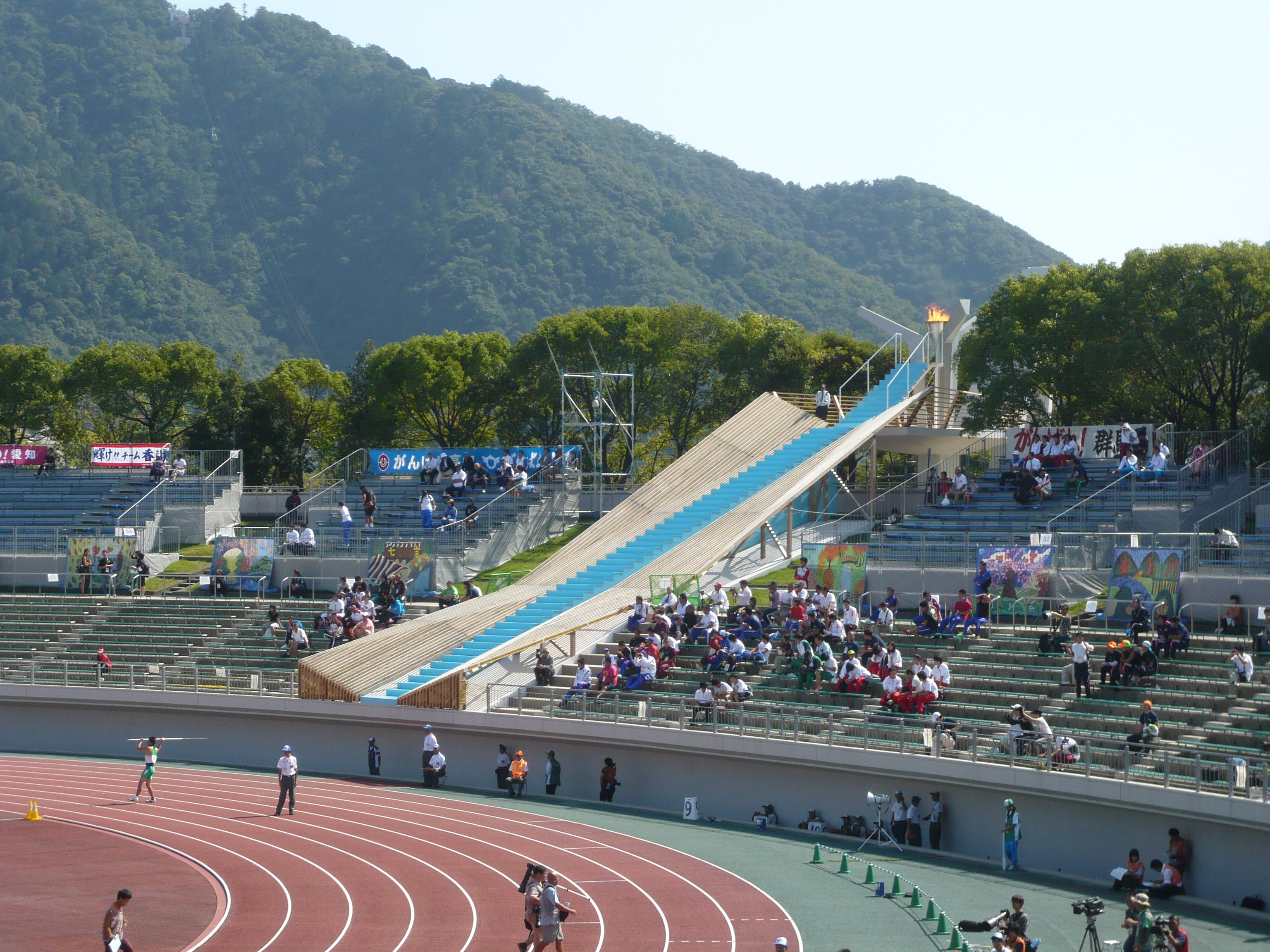
ぎふ清流国体聖火台（2012-10-07）

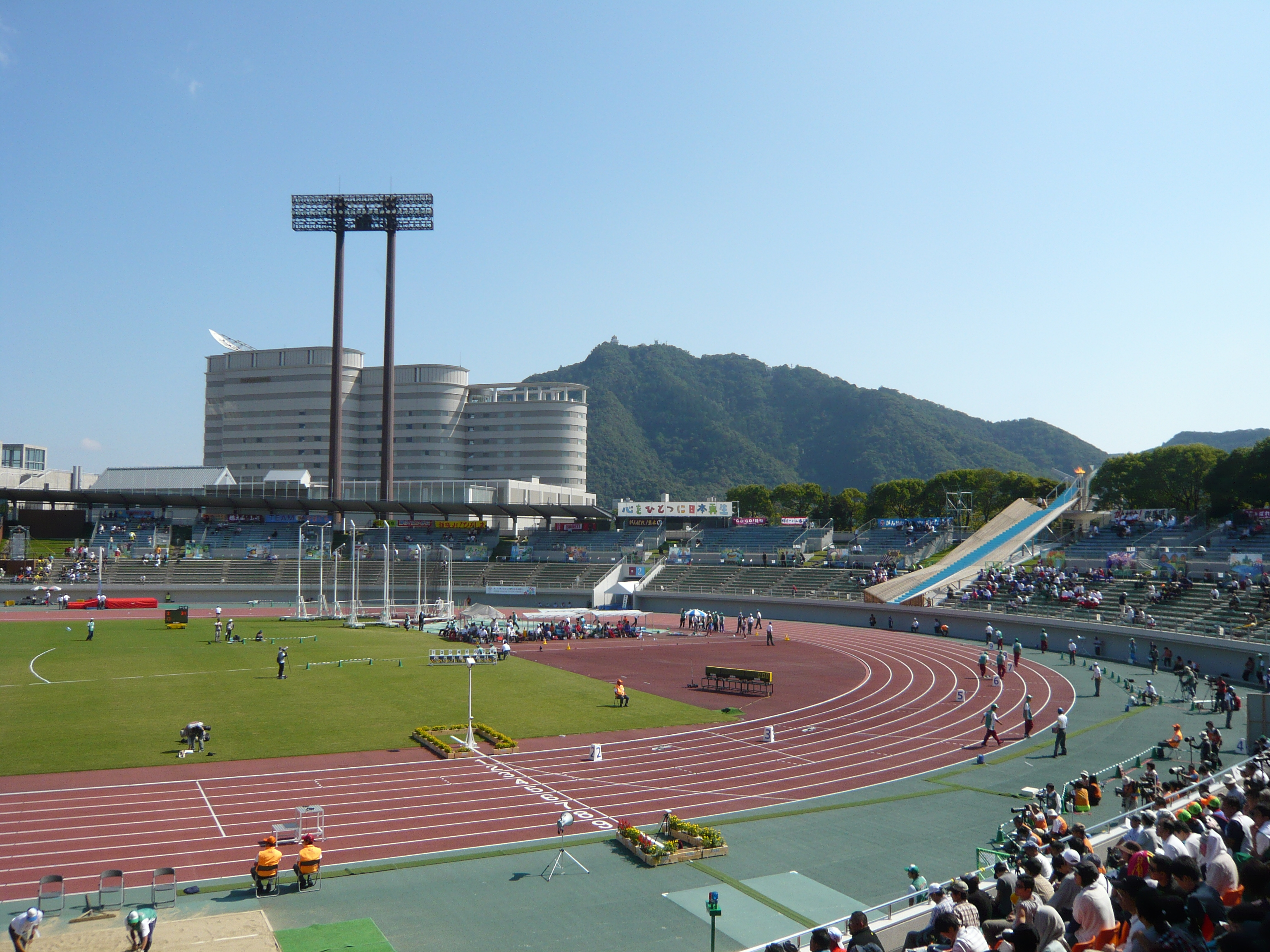
ぎふ清流国体陸上競技。背後は金華山と岐阜都ホテル（2012-10-07）

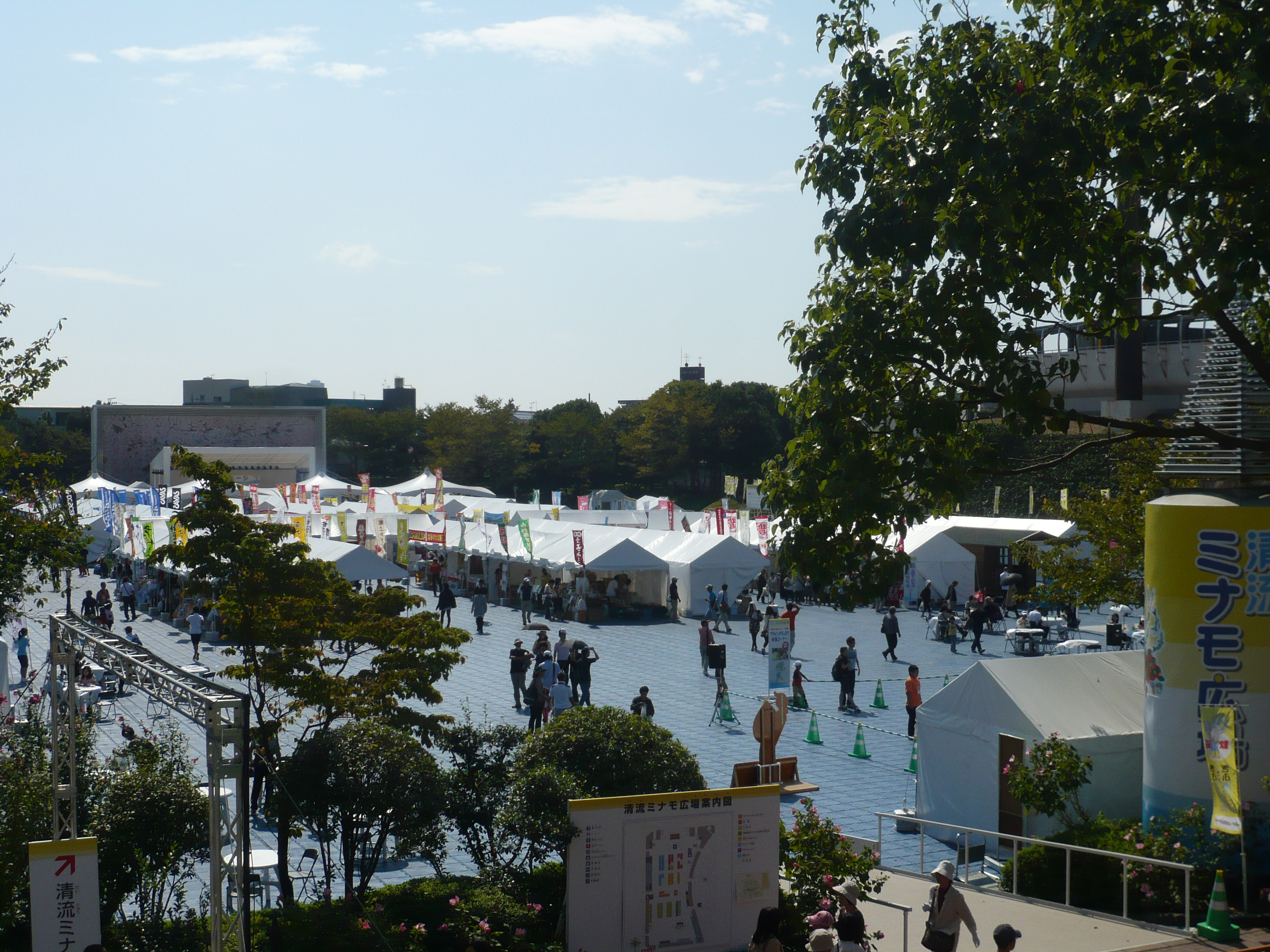
ぎふ清流国体メイン会場、屋台スペース（2012-10-07）

東日本大震災復興支援 第67回国民体育大会（ひがしにほんだいしんさいふっこうしえん だい67かいこくみんたいいくたいかい）とは、2012年（平成24年）に岐阜県を中心に開催された国民体育大会。岐阜県で国体本大会が行われるのは第20回岐阜国体以来47年ぶり2度目。
また、第12回全国障害者スポーツ大会「ぎふ清流大会」も併せて開催された。
冬季大会は、岐阜県でスキーとスピードスケートを、氷上競技の一部（アイスホッケー、ショートトラック、フィギュアスケート）を愛知県で開催した。

## 概要

### 愛称
ぎふ清流国体
2007年8月4日に、一般応募作品10,074件の中から選ばれた。他候補として「わかあゆ岐阜国体」、「岐阜わかあゆ国体」、「清流ぎふ国体」、「ぎふ清流若鮎国体」などがあった。
なお愛知県開催分については「ゆめリンク愛知国体」の愛称が付けられている。

### 大会合言葉
輝け はばたけ だれもが主役（ぎふ清流国体）
2007年8月4日に、一般応募作品9,457件の中から選ばれた。他候補として「感動　躍動　いま始動!」、「君よ!明日の風になれ」、「はばたけ君よ大空に」、「フィールドの風となれ!輝く君と出会いたい。」などがあった。
描け リンクに 君の夢（ゆめリンク愛知国体）
一般募集した応募作品の中から入選作品を決定し、そのうちの最優秀作品として2010年6月2日に正式決定された。

### マスコットキャラクター
「ミナモ」
2008年6月13日に、岐阜県内にて活躍しているデザイナーによる作品92点の中から日比野克彦ら審査員によって選ばれ披露された。"キラキラ輝く川の水面（みなも）にすみ、岐阜の地とスポーツが大好きな妖精"という設定で、岐阜の清流を水色、人々の笑顔や太陽を黄色、その2色をストライプで表現したデザインのマスコット。
国民体育大会終了後は岐阜県のマスコットとして活用されており、2013年4月からの使用条件緩和で商業利用料を無料化し、県外のイベント等にも登場。2013年4月28日からは、それまでJリーグで唯一公式マスコットが不在だったFC岐阜の応援マスコットとして、ミナモが起用されている。

### 会期
- 冬季スケート・アイスホッケー大会　1月28日-2月1日
- 冬季スキー大会　2月14日-2月17日
- 本大会会期前競技　9月13日-9月17日（水泳大会）
- 本大会　9月29日-10月9日

## 沿革
- 2007年5月26日 - 「飛騨・美濃じまんプロジェクト」開始。このプロジェクトは後にぎふ清流国体のPRも兼ねることとなる。
- 2007年7月18日 - 財団法人日本体育協会が東京都内で理事会を開催し、第67回国民体育大会を岐阜県で開催することを正式に内定。
- 2007年8月4日 - 内定記念イベントとして「2007オリンピックデーラン岐阜大会」が岐阜市の岐阜メモリアルセンターの長良川陸上競技場で行われた。オリンピック出場経験者と一般市民が一緒にジョギングなどを行う催しで、オリンピック出場経験者7人（荻原次晴、千葉真子、勅使川原郁恵、小野寺歩、林弓枝、井上将憲、長良将司）と約1,500人の一般市民が参加した。
- 2007年9月9日 - ぎふ清流国体に向けての岐阜県民のスポーツ意識向上とスポーツ活動の発展が目的のひとつである第1回岐阜県民スポーツ大会が関市を中心とした76会場で42のスポーツ大会と29のフリー参加種目、6つの交流種目が行われた。岐阜県内30市町村から1万5千人が参加した。また、オリンピックメダリストの池谷幸雄による体操教室が開催された。
- 2008年6月13日 - マスコットキャラクター「ミナモ」が岐阜シティ・タワー43前で行われたお披露目イベントで披露された。

## 実施競技
| 種目                                                                                       | 会場地                                        | 会場 |
| ------------------------------------------------------------------------------------------ | --------------------------------------------- | --- |
| 陸上競技                                                                                   | 岐阜市                                        | 岐阜メモリアルセンター 長良川陸上競技場 |
| 水泳（競泳、飛込み、シンクロ）                                                             | 岐阜市                                        | 岐阜メモリアルセンター 長良川スイミングプラザ |
| 水泳（水球）                                                                               | 大垣市                                        | 大垣市民プール |
| 体操（体操競技、新体操）                                                                   | 岐阜市                                        | 岐阜メモリアルセンター で愛ドーム |
| 軟式野球                                                                                   | 各務原市 本巣市 大垣市 養老町 垂井町 輪之内町 | 各務原市民球場 糸貫川スタジアム 大垣市北公園野球場 養老町中央公園野球場 朝倉運動公園野球場 輪之内アポロンスタジアム                                      |
| ※※高等学校野球（硬式）                                                                     | 岐阜市 大野町                                 | 岐阜メモリアルセンター 長良川球場 大野町運動公園レインボースタジアム                                                                                     |
| ※※高等学校野球（軟式）                                                                     | 多治見市                                      | 多治見市営球場 |
| ソフトボール                                                                               | 羽島市 大垣市 揖斐川町 下呂市                 | 羽島市総合運動場 浅中公園 ソフトボール場・野球場 揖斐川町健康広場 ビッグランド あさぎりスポーツ公園多目的グラウンド                                      |
| サッカー                                                                                   | 大垣市 養老町 飛騨市                          | 浅中公園 陸上競技場 浅中公園 多目的広場 大垣市南公園運動場 赤坂スポーツ公園 養老町スマイルグラウンド 飛騨古川ふれあい広場 飛騨市杉崎公園多目的グラウンド |
| ラグビーフットボール                                                                       | 関市 飛騨市                                   | グリーン・フィールド中池 中池公園陸上競技場 数河高原ラグビー場                                                                                           |
| ホッケー                                                                                   | 各務原市                                      | 岐阜県グリーンスタジアム |
| テニス                                                                                     | 岐阜市                                        | 岐阜メモリアルセンター 長良川テニスプラザ 岐阜ファミリーパーク テニスコート                                                                              |
| ソフトテニス                                                                               | 瑞浪市 土岐市                                 | 瑞浪市民テニスコート 土岐市総合公園テニスコート |
| バスケットボール                                                                           | 高山市                                        | 飛騨高山ビッグアリーナ 岐阜県立斐太高等学校体育館 岐阜県立飛騨高山高等学校体育館 岐阜県立高山工業高等学校体育館 久々野体育館                             |
| バレーボール                                                                               | 山県市 海津市 安八町 美濃加茂市               | 山県市総合体育館 南濃体育館 岐阜県立海津明誠高等学校体育館 安八町総合体育館 三洋電機岐阜スポーツセンター プラザちゅうたい 美濃加茂市立東中学校体育館     |
| ハンドボール                                                                               | 高山市 飛騨市 下呂市                          | 飛騨高山ビッグアリーナ 飛騨・世界生活文化センター 高山市立中山中学校体育館 桜ヶ丘体育館 あさぎりスポーツ公園体育館 南飛騨総合健康アリーナ（仮称）        |
| 卓球                                                                                       | 岐阜市                                        | 岐阜アリーナ |
| バドミントン                                                                               | 池田町                                        | 池田町総合体育館 |
| ゴルフ                                                                                     | 関市 可児市                                   | 岐阜関カントリー倶楽部 愛岐カントリークラブ |
| ボウリング                                                                                 | 瑞穂市                                        | 岐阜グランドボウル |
| 柔道                                                                                       | 大垣市                                        | 大垣市総合体育館 |
| 剣道                                                                                       | 関市                                          | 関市総合体育館 |
| 空手道                                                                                     | 多治見市                                      | 多治見市総合体育館 |
| 銃剣道                                                                                     | 各務原市                                      | 各務原市総合体育館 |
| なぎなた                                                                                   | 岐南町                                        | 岐南町総合体育館 |
| フェンシング                                                                               | 大垣市                                        | 大垣市武道館 |
| 弓道                                                                                       | 恵那市                                        | まきがね公園多目的広場 |
| アーチェリー                                                                               | 高山市                                        | 中山公園陸上競技場（特設会場） |
| 馬術                                                                                       | 山県市                                        | 山県市特設馬術競技場（仮称） |
| ボクシング                                                                                 | 岐阜市                                        | 岐阜産業会館 |
| 相撲                                                                                       | 郡上市                                        | 郡上市合併記念公園特設相撲場（仮称） |
| レスリング                                                                                 | 中津川市                                      | 東美濃ふれあいセンター |
| ウエイトリフティング                                                                       | 土岐市                                        | セラトピア土岐 |
| 自転車競技（トラック競技）                                                                 | 岐阜市                                        | 岐阜競輪場 |
| 自転車競技（ロード）                                                                       | 美濃市                                        | 美濃市特設ロード・レース・コース |
| カヌー（フラットウォーターレーシング）                                                     | 海津市                                        | 長良川国際レガッタコース |
| カヌー （スラローム、ワイルドウォーターレーシング）                                        | 揖斐川町                                      | 揖斐川町揖斐川特設カヌー競技場（仮称） |
| ボート                                                                                     | 川辺町                                        | 岐阜県川辺漕艇場 |
| ※セーリング                                                                                | 愛知県蒲郡市                                  | 海陽ヨットハーバー |
| ライフル射撃 （スモールボア・ライフル、エア・ライフル、 エア・ピストル、ビーム・ライフル） | 白川町                                        | 白川町特設ライフル射撃競技場 |
| ライフル射撃（センターファイアピストル）                                                   | 関市                                          | 岐阜県警察学校射撃場 |
| クレー射撃                                                                                 | 白川町                                        | 白川射撃場（特設会場） |
| 山岳（リード、ボルダリング）                                                               | 岐阜市                                        | 岐阜市特設山岳競技場（仮称） |
| ※※トライアスロン                                                                           | 海津市                                        | 国営木曽三川公園長良川サービスセンター長良川特設コース                                                                                                   |
| スキー（ジャイアントスラローム）                                                           | 高山市                                        | 飛騨ほおのき平スキー場 |
| スキー（クロスカントリー、ノルディック複合、スペシャルジャンプ）                           | 高山市                                        | 鈴蘭高原スキー場 鈴蘭シャンツェ |
| スケート（スピードスケート）                                                               | 恵那市                                        | 岐阜県クリスタルパーク恵那スケート場 |
| ※スケート（フィギュアスケート、ショートトラック）                                          | 愛知県名古屋市南区                            | 日本ガイシアリーナ アイスリンク |
| ※アイスホッケー                                                                            | 愛知県長久手市 名古屋市港区 豊橋市            | モリコロパーク アイススケート場 邦和スポーツランド アクアリーナ豊橋                                                                                      |

※岐阜県外の会場地。

※※公開競技

## ハイライト
- 水泳の少年男子A200m平泳ぎで山口観弘が2分7秒01の世界新記録をマークして優勝。国体で世界新記録を出したのは1976年の若楠国体（佐賀県）の男子重量挙げの三木功司以来36年ぶり。また国体の水泳競技での世界新記録は1948年の福岡国体の男子300m自由形で古橋廣之進がマークして以来64年ぶり。